# Czynniki inicjacji translacji
Czynniki inicjacji translacji – białka wiążące się z małą podjednostką rybosomu, które biorą udział w inicjacji translacji.

## Prokariotyczne czynniki inicjacji translacji
U prokariontów występują trzy czynniki inicjacji translacji: IF-1, IF-2 i IF-3. IF-1 wiąże się z małą podjednostką rybosomu (30S) i blokuje wiązanie się dużej podjednostki oraz wejście do rybosomu aminoacylo-tRNA. Związany z GTP IF-2 wiąże się z małą podjednostką rybosomu, a następnie z inicjatorowym tRNA (fMet-tRNA) i pomaga mu związać się z małą podjednostką rybosomu. IF-3 wiąże się z małą podjednostką rybosomu i umożliwia jej związanie się z mRNA. Związaniu się dużej podjednostki towarzyszy uwolnienie IF-2 i IF-3.

## Eukariotyczne czynniki inicjacji translacji
U eukariontów występuje kilka czynników inicjacji translacji (eIF4, eIF1, eIF3, eIF2). Czynniki inicjacji translacji eIF1, eIF1A i eIF3 biorą udział w blokowaniu wiązania się małej i dużej podjednostki rybosomu. Kompleks białkowy eIF4F, który składa się z czynników inicjacji translacji eIF4E, eIF4G i eIF4A (mający aktywność helikazy RNA), wiąże się z czapeczką i z białkiem PABP wiążącym ogon poli-A. Czynniki inicjacji translacji eIF1, eIF3, eIF5 i kompleks zawierający eIF2, GTP oraz inicjatorowe aminoacylo-tRNA (Met-tRNAi), wiążą się z małą podjednostką rybosomu. Następnie eIF3 wchodzi w interakcje z eIF4G związanym z czapeczką. Kiedy ten kompleks inicjacyjny natrafi na kodon start AUG, następuje hydroliza związanego z eIF2 GTP i uwolnienie niektórych czynników (eIF3, eIF1, eIF1a), dzięki czemu możliwe jest związanie się dużej podjednostki rybosomu 60S z małą.